# Lágyhéjú teknősfélék

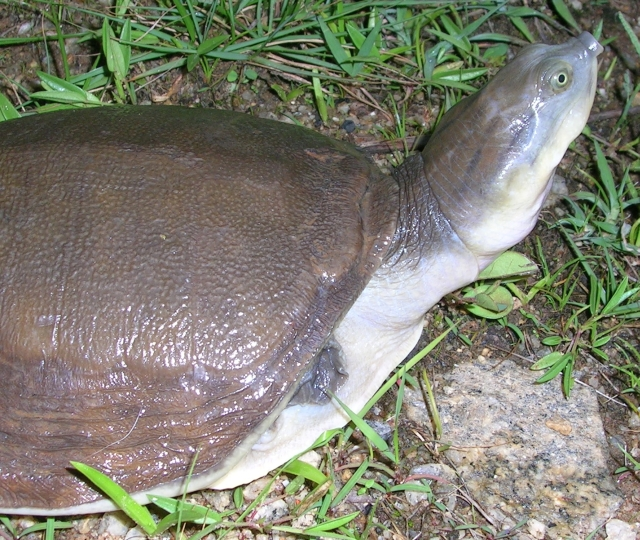
Indiai leffentyűsteknős (Lissemys punctata)

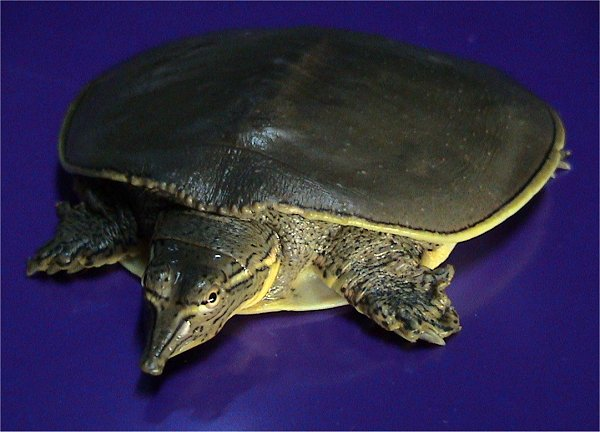
Tüskés lágyhéjúteknős (Apalone spinifera)

A lágyhéjú teknősfélék (Trionychidae) a hüllők (Reptilia) osztályába és a teknősök (Testudines) rendjébe tartozó család.

## Rendszerezés
A családba az alábbi 2 alcsalád, 13 nem és 26 faj tartozik

### Cyclanorbinae
A Cyclanorbinae alcsaládba 3 nem és 6 faj tartozik
- Cyclanorbis (Gray, 1852) – 2 faj
  - foltos leffentyűsteknős (Cyclanorbis elegans)
  - szenegáli leffentyűsteknős (Cyclanorbis senegalensis)

- Cycloderma (Peters, 1854) – 2 faj
  - vöröshátú leffentyűsteknős (Cycloderma aubryi)
  - szürkehátú leffentyűsteknős (Cycloderma frenatum)

- Lissemys (Smith, 1931) – 2 faj
  - indiai leffentyűsteknős (Lissemys punctata)
  - burmai leffentyűsteknős (Lissemys scutata)

### Trionychinae
A Trionychinae alcsaládba 10 nem és 20 faj tartozik
- Amyda (É. Geoffroy Saint-Hilaire, 1809) – 1 faj
  - porcos lágyhéjúteknős (Amyda cartilaginea)

- Apalone (Rafinesque, 1832) – 3 faj
  - harapós lágyhéjúteknős vagy floridai lágyhéjúteknős (Apalone ferox)
  - sima lágyhéjúteknős (Apalone mutica)
  - tüskés lágyhéjúteknős (Apalone spinifera)

- Aspideretes (Hay, 1904) – 4 faj

a fajokat átsorolták a Nilssonia nem alá
- Chitra (Gray, 1844) – 3 faj
  - manlai lágyhéjúteknős (Chitra chitra)
  - pisze lágyhéjúteknős (Chitra indica)
  - Van Dijk-lágyhéjúteknős (Chitra vandijki)

- Dogania (Gray, 1844) – 1 faj
  - maláj lágyhéjúteknős (Dogania subplana)

- Nilssonia (Gray, 1872) – 1 faj
  - burmai lágyhéjúteknős (Nilssonia formosa)
  - gangeszi lágyhéjúteknős (Nilssonia gangetica)
  - pávaszemes lágyhéjúteknős (Nilssonia hurum)
  - indiai lágyhéjúteknős (Nilssonia leithii)
  - fekete lágyhéjúteknős (Nilssonia nigricans)

- Palea (Meylan, 1987) – 1 faj
  - bibircsesnyakú lágyhéjúteknős (Palea steindachneri)

- Pelochelys (Gray, 1864) – 3 faj
  - Bibron-lágyhéjúteknős (Pelochelys bibroni)
  - Cantor-lágyhéjúteknős (Pelochelys cantori)
  - pápua lágyhéjúteknős (Pelochelys signifera)

- Pelodiscus (Fitzinger, 1835) – 5 faj

- Rafetus (Gray, 1864) – 2 faj
  - eufráteszi lágyhéjúteknős (Rafetus euphraticus)
  - Swinhoe-lágyhéjúteknős (Rafetus swinhoei)

- Trionyx (É. Geoffroy Saint-Hilaire, 1809) – 1 faj
  - afrikai lágyhéjúteknős (Trionyx triunguis)